# Suite d'entiers
En mathématiques, une suite d'entiers est une séquence (c'est-à-dire une succession ordonnée) de nombres entiers.
Une suite d'entiers peut être précisée explicitement en donnant une formule pour son n-ième terme générique, ou implicitement en donnant une relation entre ses termes.
Par exemple la suite de Fibonacci (0, 1, 1, 2, 3, 5, 8, 13, ...) peut être définie :
- implicitement, par récurrence : {\displaystyle {\mathcal {F}}_{0}=0,~{\mathcal {F}}_{1}=1,~{\mathcal {F}}_{n+2}={\mathcal {F}}_{n+1}+{\mathcal {F}}_{n}} ;
- explicitement, par la formule de Binet : {\displaystyle {\mathcal {F}}_{n}={\frac {(1+{\sqrt {5}})^{n}-(1-{\sqrt {5}})^{n}}{2^{n}{\sqrt {5}}}}}.

## Exemples de suites d'entiers
Des suites d'entiers présentant des propriétés remarquables ont reçu des noms spécifiques, généralement inspirés par le nom des mathématiciens qui les ont découvertes et/ou étudiées :
- Les nombres de Catalan
- Les nombres d'Euler
- Les nombres de Fibonacci
- Les nombres figurés
- Les nombres de Lucas
- Les nombres pratiques
- Les nombres premiers de Mersenne

## Propriétés et définitions
Une suite d'entiers est une suite « calculable », s'il existe un algorithme qui, pour un n > 0 donné, calcule an.
Une suite d'entiers notée x0 est une suite « définissable », s'il existe un certain énoncé P(x) qui est vrai pour cette suite d'entiers x0 et faux pour toutes les autres suites d'entiers.
L'ensemble des suites d'entiers à la fois calculables et définissables est dite « dénombrable », avec les suites calculables d'un sous-ensemble propre des suites définissables[pas clair].
L'ensemble de toutes les suites d'entiers a la puissance du continu ; ainsi, la plupart des suites d'entiers ne peuvent pas être définies.